# Lymantria grisea
Lymantria grisea är en fjärilsart som beskrevs av Moore 1879. Lymantria grisea ingår i släktet Lymantria och familjen tofsspinnare. Inga underarter finns listade i Catalogue of Life.